# Листец (Бургасская область)
Листец (болг. Листец) — село в Болгарии. Находится в Бургасской области, входит в общину Руен. Население составляет 435 человек (2022).

## Политическая ситуация
В местном кметстве Листец, в состав которого входит Листец, должность кмета (старосты) исполняет Юмер Ислям Юмер (Движение за права и свободы (ДПС)) по результатам выборов правления кметства.
Кмет (мэр) общины Руен — Дурхан Мехмед Мустафа (Движение за права и свободы (ДПС)) по результатам выборов в правление общины.